# Rue Jules Cockx
La rue Jules Cockx est une rue bruxelloise de la commune d'Auderghem qui relie le boulevard du Triomphe (pont de Belle-Vue) à la E411 et à Beaulieu, sur une longueur de 360 mètres.

## Historique et description
Au début du XXe siècle, le site est majoritairement en friche, avec une occupation agricole ou maraîchère. Les Chemins de fer de l’État belge commencent vers 1906 la construction d'une ligne de chemin de fer de ceinture et de raccordements avec les lignes existantes.
Le collège échevinal décida le 20 novembre 1931 de donner le nom de « rue Jules Cockx » à une nouvelle rue qui relierait la avenue Charles d'Orjo de Marchovelette à la rue Joseph Lombaert.
Mais jusque 1937, le collège échevinal négociera encore pour acheter des terrains pour terminer la rue.
La rue Cockx va cependant disparaître avec la construction, fin des années 60, du complexe Delta de la STIB.
L'actuelle rue Jules Cockx reçut donc un tout nouveau tracé, le 17 juin 1975. Elle va même s'emparer d'un segment de la rue d'Orjo de Marchovelette et c'est ainsi que l'on mesure une distance de plus de 150 m entre les numéros pairs et impairs, ce qui fait dépasser sa largeur 120m.

### Origine du nom
Cette rue est nommée en la mémoire du soldat Henri Jules Cockx, né le 8 avril 1893 à Saint-Gilles, tué le 6 août 1914 à Queue-du-Bois lors de la première guerre mondiale. Il était domicilié en la commune d'Auderghem.

## Situation et accès
| ___ | Ce site est desservi par les stations de métro : Delta et Beaulieu. |